# 田川辰一
田川辰一(1873年9月20日-?)，原任日本新潟中學校長。1915年臺中公私立公中學校（今臺中市立臺中第一高級中等學校）創立後，轉任該校擔任的首任校長。

## 治學風格
由於臺中公私立公中學校為台灣人自主創設的學校，台灣總督府對於該校採矮化的態度，然而田川校長是為平時教學的正派教育者，並奠定該校的優良校風，更是有者開闢之功。